# TNA世界タッグチーム王座
TNA世界タッグチーム王座（TNA World Tag Team Championship）は、TNAが管理、認定している王座。

## 歴史
TNAは設立当初、独自のヘビー級王座とタッグ王座を創設せず、歴史と知名度があるNWAと業務提携を結び、NWA世界ヘビー級王座とNWA世界タッグ王座を管理していた。これにより、NWAの知名度を利用してTNAは知名度を一気に向上させていった。
2007年5月13日、PPV「Sacrifice」を前にNWAとの業務提携解消により、クリスチャン・ケイジが保持しているNWA世界ヘビー級王座、ブラザー・レイ&ブラザー・ディーボン組が保持しているNWA世界タッグ王座の剥奪を発表。これに対してTNAは5月14日まではクリスチャン並びにレイ&ディーボン組が王者であるとの認識を示すと同時に、TNAが独自の王座を作成することをテレビ番組『TNA iMPACT!』で明らかにした。5月15日、TNA公式サイトで「TNAヘビー級王座」並びに「TNAタッグ王座」の詳細を発表。直後にPWI（Professional Wrestling Illustrated）で、これが世界王座に値するとの見解が示された。これをもってTNAは王座名を変更してTNA世界ヘビー級王座とTNA世界タッグ王座を創設。
2017年3月2日、団体名をインパクト・レスリングに改称したため、王座名をインパクト世界タッグ王座に変更。
2024年1月1日、団体名をTNAに戻したため、王座名をTNA世界タッグ王座に戻した。

## 歴代王者
| 歴代              | タッグチーム                                                                       | 戴冠回数 | 獲得日付       | 獲得場所                           |
| ----------------- | ---------------------------------------------------------------------------------- | -------- | -------------- | ---------------------------------- |
| 初代              | チーム3D （ブラザー・レイ & ブラザー・ディーボン）                                 | 1        | 2007年5月13日  | フロリダ州オーランド               |
| 第2代             | サモア・ジョー                                                                     | 1        | 2007年7月13日  | フロリダ州オーランド               |
| 第3代             | カート・アングル                                                                   | 1        | 2007年8月12日  | フロリダ州オーランド               |
| 第4代             | スティング & カート・アングル                                                      | 1        | 2007年8月27日  | フロリダ州オーランド               |
| 第5代             | ロン・キリングス & コンシクエンス・クリード                                        | 1        | 2007年9月9日   | フロリダ州オーランド               |
| 第6代             | AJスタイルズ & トムコ                                                              | 1        | 2007年10月14日 | ジョージア州アトランタ             |
| 第7代             | スーパー・エリック & カズ                                                          | 1        | 2008年4月15日  | フロリダ州オーランド               |
| 2008年4月15日剥奪 |                                                                                    |          |                |                                    |
| 第8代             | ホミサイド & ヘルナンデス                                                          | 1        | 2008年5月11日  | フロリダ州オーランド               |
| 第9代             | ビアマネー・インク （ジェームズ・ストーム & ボビー・ルード）                       | 1        | 2008年8月10日  | ニュージャージー州トレントン       |
| 第10代            | ジェイ・リーサル & コンシクエンス・クリード                                        | 1        | 2008年12月16日 | フロリダ州オーランド               |
| 第11代            | ビアマネー・インク （ジェームズ・ストーム & ボビー・ルード）                       | 2        | 2009年1月11日  | ノースカロライナ州シャーロット     |
| 第12代            | チーム3D （ブラザー・レイ & ブラザー・ディーボン）                                 | 2        | 2009年4月19日  | ペンシルベニア州フィラデルフィア   |
| 第13代            | ビアマネー・インク （ジェームズ・ストーム & ボビー・ルード）                       | 3        | 2009年6月21日  | ミシガン州オーバーンヒルズ         |
| 第14代            | ブッカーT & スコット・スタイナー                                                   | 1        | 2009年7月19日  | フロリダ州オーランド               |
| 第15代            | ブリティッシュ・インヴェイジョン （ブルータス・マグナス & ダグラス・ウィリアムス） | 1        | 2009年10月18日 | カリフォルニア州アーバイン         |
| 第16代            | ヘルナンデス & マット・モーガン                                                    | 1        | 2010年1月17日  | フロリダ州オーランド               |
| 第17代            | マット・モーガン                                                                   | 2        | 2010年4月5日   | ミシガン州デトロイト               |
| 第18代            | ケビン・ナッシュ & スコット・ホール                                                | 1        | 2010年5月4日   | フロリダ州オーランド               |
| 2010年6月14日剥奪 |                                                                                    |          |                |                                    |
| 第19代            | モーターシティ・マシンガンズ （クリス・セイビン & アレックス・シェリー）           | 1        | 2010年7月11日  | フロリダ州オーランド               |
| 第20代            | ビアマネー・インク （ジェームズ・ストーム & ボビー・ルード）                       | 4        | 2011年1月9日   | フロリダ州オーランド               |
| 第21代            | メキシカン・アメリカ （ヘルナンデス & アナーキア）                                 | 1        | 2011年8月9日   | フロリダ州オーランド               |
| 第22代            | マット・モーガン & クリムゾン                                                      | 1        | 2011年11月14日 | フロリダ州オーランド               |
| 第23代            | サモア・ジョー & マグナス                                                          | 1        | 2012年2月12日  | フロリダ州オーランド               |
| 第24代            | バッド・インフルエンス （クリストファー・ダニエルズ & カザリアン）                 | 1        | 2012年5月13日  | フロリダ州オーランド               |
| 第25代            | カート・アングル & AJスタイルズ                                                    | 1        | 2012年6月10日  | テキサス州アーリントン             |
| 第26代            | バッド・インフルエンス （クリストファー・ダニエルズ & カザリアン）                 | 2        | 2012年6月28日  | フロリダ州オーランド               |
| 第27代            | チャボ・ゲレロ・ジュニア & ヘルナンデス                                            | 1        | 2012年10月14日 | アリゾナ州フェニックス             |
| 第28代            | ボビー・ルード & オースチン・エリーズ                                              | 1        | 2013年1月25日  | イギリス・マンチェスター           |
| 第29代            | チャボ・ゲレロ・ジュニア & ヘルナンデス                                            | 2        | 2013年4月11日  | テキサス州コーパスクリスティ       |
| 第30代            | ジェームズ・ストーム & ガンナー                                                    | 1        | 2013年6月2日   | マサチューセッツ州ボストン         |
| 第31代            | ロビーE & ジェシー・ゴッダーズ                                                     | 1        | 2013年10月20日 | カリフォルニア州サンディエゴ       |
| 第32代            | ザ・ウルブス （エディ・エドワーズ & デイビー・リチャーズ）                         | 1        | 2014年2月13日  | ウェストバージニア州モーガンタウン |
| 第33代            | ロビーE & ジェシー・ゴッダーズ                                                     | 2        | 2014年3月2日   | 両国国技館                         |
| 第34代            | ザ・ウルブス （エディ・エドワーズ & デイビー・リチャーズ）                         | 2        | 2014年4月27日  | フロリダ州オーランド               |
| 第35代            | アビス & ジェームズ・ストーム                                                      | 1        | 2014年9月19日  | ペンシルベニア州ベスレヘム         |
| 第36代            | ザ・ウルブス （エディ・エドワーズ & デイビー・リチャーズ）                         | 3        | 2015年1月30日  | イギリス・マンチェスター           |
| 2015年3月13日返上 |                                                                                    |          |                |                                    |
| 第37代            | ザ・ハーディーズ （マット・ハーディー & ジェフ・ハーディー）                       | 1        | 2015年3月16日  | フロリダ州オーランド               |
| 2015年5月8日返上  |                                                                                    |          |                |                                    |
| 第38代            | ザ・ウルブス （エディ・エドワーズ & デイビー・リチャーズ）                         | 4        | 2015年6月25日  | フロリダ州オーランド               |
| 第39代            | ブライアン・マイヤーズ & トレバー・リー                                            | 1        | 2015年7月28日  | フロリダ州オーランド               |
| 第40代            | ザ・ウルブス （エディ・エドワーズ & デイビー・リチャーズ）                         | 5        | 2015年7月29日  | フロリダ州オーランド               |
| 第41代            | ビアマネー・インク （ジェームズ・ストーム & ボビー・ルード）                       | 5        | 2016年1月31日  | イギリス・バーミンガム             |
| 第42代            | アビス & クレイジー・スティーブ                                                    | 1        | 2016年3月19日  | フロリダ州オーランド               |
| 第43代            | ザ・ハーディーズ （マット・ハーディー & ジェフ・ハーディー）                       | 2        | 2016年10月2日  | フロリダ州オーランド               |
| 2017年3月4日返上  |                                                                                    |          |                |                                    |
| 第44代            | LAX （マイク・ドレイジック & アンヘル・オルティス）                                | 1        | 2017年3月5日   | フロリダ州オーランド               |
| 第45代            | oVe （デイブ・クリスト & ジェイク・クリスト）                                      | 1        | 2017年8月20日  | フロリダ州オーランド               |
| 第46 代           | LAX （マイク・ドレイジック & アンヘル・オルティス）                                | 2        | 2017年11月9日  | フロリダ州オーランド               |
| 第47代            | スコット・スタイナー & イーライ・ドレイク                                          | 1        | 2018年4月22日  | フロリダ州オーランド               |
| 第48代            | DJZ & アンドリュー・エベレット                                                     | 1        | 2018年4月24日  | フロリダ州オーランド               |
| 第49代            | LAX （マイク・ドレイジック & アンヘル・オルティス）                                | 3        | 2018年4月26日  | フロリダ州オーランド               |
| 第50代            | ルチャ・ブラザーズ （ペンタゴン・ジュニア & フェニックス）                         | 1        | 2019年1月12日  | メキシコ・メキシコシティ           |
| 第51代            | LAX （マイク・ドレイジック & アンヘル・オルティス）                                | 4        | 2019年4月28日  | カナダ・オンタリオ州トロント       |
| 第52代            | ザ・ノース （ジョシュ・アレキサンダー & イーサン・ペイジ）                         | 1        | 2019年7月5日   | テキサス州サンアントニオ           |
| 第53代            | モーターシティ・マシンガンズ （クリス・セイビン & アレックス・シェリー）           | 2        | 2020年7月19日  | テネシー州ナッシュビル             |
| 第54代            | ザ・ノース （ジョシュ・アレキサンダー & イーサン・ペイジ）                         | 2        | 2020年10月24日 | テネシー州ナッシュビル             |
| 第55代            | グッド・ブラザーズ （カール・アンダーソン & ルーク・ギャローズ）                   | 1        | 2020年11月14日 | テネシー州ナッシュビル             |
| 第56代            | フィン・ジュース （デビッド・フィンレー & ジュース・ロビンソン）                   | 1        | 2021年3月13日  | テネシー州ナッシュビル             |
| 第57代            | ライノ & ジョー・ドーリング                                                        | 1        | 2021年5月20日  | テネシー州ナッシュビル             |
| 第58代            | グッド・ブラザーズ （カール・アンダーソン & ルーク・ギャローズ）                   | 2        | 2021年7月17日  | テネシー州ナッシュビル             |
| 第59代            | エリック・ヤング & ジョー・ドーリング                                              | 1        | 2022年3月5日   | ケンタッキー州ルイビル             |
| 第60代            | ブリスコ・ブラザーズ （ジェイ・ブリスコ & マーク・ブリスコ）                       | 1        | 2022年5月7日   | ケンタッキー州ニューポート         |
| 第61代            | グッド・ブラザーズ （カール・アンダーソン & ルーク・ギャローズ）                   | 3        | 2022年6月19日  | テネシー州ナッシュビル             |
| 第62代            | マイケル・ベネット & マット・ターバン                                              | 1        | 2022年8月26日  | テキサス州ダラス                   |
| 第63代            | ライノ & ヒース・スレイター                                                        | 1        | 2022年10月8日  | ニューヨーク州オールバニ           |
| 第64代            | モーターシティ・マシンガンズ （クリス・セイビン & アレックス・シェリー）           | 3        | 2022年12月9日  | フロリダ州ペンブロークパインズ     |
| 第65代            | エース・オースティン & クリス・ベイ                                                | 1        | 2023年2月25日  | ネバダ州ラスベガス                 |
| 第66代            | マーク・アンドリュース & フラッシュ・モーガン・ウェブスター                        | 1        | 2023年7月15日  | カナダ・オンタリオ州ウィンザー     |
| 第67代            | トレイ・ミゲル & ザッカリー・ウェンツ                                              | 1        | 2023年8月27日  | カナダ・オンタリオ州トロント       |
| 第68代            | エース・オースティン & クリス・ベイ                                                | 2        | 2023年10月21日 | イリノイ州シセロ                   |
| 第69代            | エディ・エドワーズ & ブライアン・マイヤーズ                                        | 1        | 2024年3月8日   | カナダ・オンタリオ州ウィンザー     |
| 第70代            | エース・オースティン & クリス・ベイ                                                | 3        | 2024年7月20日  | カナダ・ケベック州モントリオール   |
| 第71代            | エディ・エドワーズ & ブライアン・マイヤーズ                                        | 2        | 2024年9月13日  | テキサス州サンアントニオ           |
| 第72代            | ザ・ハーディーズ （マット・ハーディー & ジェフ・ハーディー）                       | 3        | 2024年10月26日 | ミシガン州デトロイト               |
| 第73代            | ニック・ネメス & ライアン・ネメス                                                  | 1        | 2025年4月27日  | カリフォルニア州ロサンゼルス       |